# Suzuki Masanori
Masanori Suzuki (sinh ngày 15 tháng 9 năm 1968) là một cầu thủ bóng đá người Nhật Bản.

## Sự nghiệp câu lạc bộ
Masanori Suzuki đã từng chơi cho Toshiba và Júbilo Iwata.